# Мокранська сільська рада
51°50′11″ пн. ш. 24°15′21″ сх. д. / 51.83639° пн. ш. 24.25583° сх. д.
Мокра́нська сільська́ ра́да (біл. Макра́нскі сельсавет) — адміністративно-територіальна одиниця у складі Малоритського району, Берестейської області Білорусі. Адміністративний центр сільської ради — село Мокрани.

## Географія
Мокранська сільська рада розташована на крайньому південному заході Білорусі, на південному заході Берестейської області, на південний схід від обласного та північний схід від районного центрів. На півдні вона межує із Хотиславською сільською радою, на південному заході — із містом Малорита, на заході — із Гвозницькою, на північному заході — із Великоритською, на півночі — із Луковською сільськими радами (всі Малоритський район), а на сході та південному сході — із Волинською областю (Україна).
Найбільша річка, яка протікає територією сільради — Рита (62 км), ліва притока Мухавця (басейн Західного Бугу→Вісли). Великих озер на території сільради немає. Її територія порізана численною сіткою меліоративних каналів (басейн Рити→Мухавця).

## Історія
- Сільська рада була утворена 12 жовтня 1940 року у складі Малоритського району Брестської області.
- 25 грудня 1962 року Малоритський район був ліквідований, а Мокранська сільська рада була передана до складу Брестського району.
- 6 січня 1965 року район був відновлений і сільська рада була повернута до його складу.

## Склад сільської ради
До складу Мокранської сільської ради входить 9 населених пунктів, із них всі 9 села.
| Населений пункт | Статус | Населення, осіб (2009) | Координати                                                            |
| --------------- | ------ | ---------------------- | --------------------------------------------------------------------- |
| Мокрани         | село   | 669                    | 51°50′3″ пн. ш. 24°15′55″ сх. д. / 51.83417° пн. ш. 24.26528° сх. д.  |
| Борки           | село   | 29                     | 51°52′5″ пн. ш. 24°19′48″ сх. д. / 51.86806° пн. ш. 24.33000° сх. д.  |
| Добросове       | село   | 24                     | 51°51′27″ пн. ш. 24°14′9″ сх. д. / 51.85750° пн. ш. 24.23583° сх. д.  |
| Кожух           | село   | 16                     | 51°50′4″ пн. ш. 24°12′47″ сх. д. / 51.83444° пн. ш. 24.21306° сх. д.  |
| Ляхівці         | село   | 862                    | 51°47′54″ пн. ш. 24°11′58″ сх. д. / 51.79833° пн. ш. 24.19944° сх. д. |
| Нові Борки      | село   | 33                     | 51°50′50″ пн. ш. 24°19′17″ сх. д. / 51.84722° пн. ш. 24.32139° сх. д. |
| Осова           | село   | 120                    | 51°49′41″ пн. ш. 24°14′5″ сх. д. / 51.82806° пн. ш. 24.23472° сх. д.  |
| Отчине          | село   | 80                     | 51°46′42″ пн. ш. 24°14′10″ сх. д. / 51.77833° пн. ш. 24.23611° сх. д. |
| Полики          | село   | 47                     | 51°51′50″ пн. ш. 24°16′10″ сх. д. / 51.86389° пн. ш. 24.26944° сх. д. |

## Населення
За переписом населення Білорусі 2009 року чисельність населення сільської ради становила 1880 осіб.

### Національність
Розподіл населення за рідною національністю за даними перепису 2009 року:
| Національність               | Осіб | Відсоток |
| ---------------------------- | ---- | -------- |
| білоруси                     | 1696 | 90,21 %  |
| українці                     | 136  | 7,23 %   |
| росіяни                      | 32   | 1,70 %   |
| національність не вказана    | 6    | 0,32 %   |
| поляки                       | 3    | 0,16 %   |
| казахи                       | 2    | 0,11 %   |
| дві та більше національності | 2    | 0,11 %   |
| узбеки                       | 1    | 0,05 %   |
| башкири                      | 1    | 0,05 %   |
| чехи                         | 1    | 0,05 %   |
| Разом                        | 1880 | 100 %    |